# Eclipse
Еклипс (енгл. Eclipse) је програмска развојна околина (ИДЕ) писана у Јави, а може се користити за развој апликација у разним програмским језицима као што су Јава, Ада, C, C++, COBOL, Perl, PHP, Питон, , Руби (укључујући Ruby on Rails околину), , Clojure и . Исто тако, може се користити за развој делова апликације Mathematica. Развојна околина (ИДЕ) често се назива Еклипс АДА за Аду, Еклипс ЦДТ за C / C++, Еклипс ЈДТ за Јаву и Еклипс ПДТ за PHP.

## Историја
Еклипс је инспирисан VisualAge породицом производа интегрисаног развојног окружења (ИДЕ) заснованом на Smalltalk-у. Иако прилично успешан, главни недостатак VisualAge производа био је тај што развијени код није био у моделу софтверског инжењеринга заснованог на компонентама. Уместо тога, сав код за пројекат је држан у компресованој бази података користећи SCID технике (нешто попут зип датотеке, али у .dat формату). Појединачним часовима није било лако приступити, свакако не изван алата. Тим првенствено у лабораторији IBM Cary у Северној Каролини, развио је нови производ као замену засновану на Јави. У новембру 2001. формиран је конзорцијум са управним одбором за даљи развој Еклипса као софтвера отвореног кода. Процењује се да је ИБМ до тада већ уложио скоро 40 милиона долара.

### Верзије
| Version name | Date              | Projects          | Main changes |
| ------------ | ----------------- | ----------------- | --- |
| N/A          | 29 November 2001  |                   | A 1.3 level Java runtime or Java development kit must be installed on the machine in order to run this version of Eclipse. |
| N/A          | 18 September 2002 |                   | |
| N/A          | 15 April 2003     |                   | A 1.4 level Java runtime or Java development kit (JDK) can also be used to run Eclipse. It is still possible to use a 1.3 level Java runtime or Java development kit (JDK). |
| N/A          | 21 June 2004      |                   | A 1.4.1 level Java runtime or Java development kit must be installed on the machine in order to run this version of Eclipse. |
| N/A          | 28 June 2005      |                   | Added Java 5 support: generics, annotations, boxing-unboxing, enums, enhanced for loop, varargs, static imports |
| Callisto     | 26 June 2006      | Callisto projects | |
| Europa       | 27 June 2007      | Europa projects   | |
| Ganymede     | 25 June 2008      | Ganymede projects | |
| Galileo      | 24 June 2009      | Galileo projects  | |
| Helios       | 23 June 2010      | Helios projects   | |
| Indigo       | 22 June 2011      | Indigo projects   | Added Java 7 support (3.7.1 sr1): Improved Type Inference for Generic Instance Creation (Diamond), Multi-catch, try-with-resources statement, Simplified Varargs Method Invocation, Strings in switch, Binary Literals and Underscores in Numeric Literals, Polymorphic Methods |
| Juno         | 27 June 2012      | Juno projects     | |
| Kepler       | 26 June 2013      | Kepler projects   | A Java 6 JRE/JDK is recommended to run this version. |
| Luna         | 25 June 2014      | Luna projects     | Integrated Java 8 support; in the prior version, this was possible via a Java 8 patch plug-in. A Java 7 JRE/JDK is required to run most of the packages based on this version.                                                                                                  |
| Mars         | 24 June 2015      | Mars projects     | A Java 7 JRE/JDK is required to run all packages based on this version. |
| Neon         | 22 June 2016      | Neon projects     | A Java 8 JRE/JDK is required to run all packages based on this version. |
| Oxygen       | 28 June 2017      | Oxygen projects   | Oxygen.1a introduced Java 9 and Junit 5 support and Oxygen.3a introduced Java 10 support. Dropped support for the following Unix based platforms: AIX, Solaris, HP-UX and s390. From this version on, a Java 8 or newer JRE/JDK is required to run Eclipse.                     |
| Photon       | 27 June 2018      | Photon projects   | Dropped support for 32bit Windows and Linux. |
| 2018-09      | 19 September 2018 | 2018-09 projects  | |
| 2018-12      | 19 December 2018  | 2018-12 projects  | Added support for Java 11. |
| 2019-03      | 20 March 2019     | 2019-03 projects  | |
| 2019-06      | 19 June 2019      | 2019-06 projects  | |
| 2019-09      | 18 September 2019 | 2019-09 projects  | |
| 2019-12      | 18 December 2019  | 2019-12 projects  | |
| 2020-03      | 18 March 2020     | 2020-03 projects  | Update support for Web Development languages, relying on Language Server Protocol |
| 2020-06      | 17 June 2020      | 2020-06 projects  | |
| 2020-09      | 16 September 2020 | 2020-09 projects  | From this version on, a Java 11 or newer JRE/JDK is required to run Eclipse. |
| 2020-12      | 16 December 2020  | 2020-12 projects  | A JDK is embedded into most packages, so a Java installation is not a prerequisite anymore. |
| 2021-03      | 17 March 2021     | 2021-03 projects  | |
| 2021-06      | 16 June 2021      | 2021-06 projects  | |
| 2021-09      | 15 September 2021 | 2021-09 projects  | |
| 2021-12      | 8 December 2021   | 2021-12 projects  | |
| 2022-03      | 16 March 2022     | 2022-03 projects  | |
| 2022-06      | 15 June 2022      | 2022-06 projects  | |
| 2022-09      | 14 September 2022 | 2022-09 projects  | From this version on, a Java 17 or newer JRE/JDK is required to run Eclipse. |
| 2022-12      | 7 December 2022   | 2022-12 projects  | |
| 2023-03      | 15 March 2023     | 2023-03 projects  | |
| 2023-06      | 14 June 2023      | 2023-06 projects  | |
| 2023-09      | 13 September 2023 | 2023-09 projects  | |
| 2023-12      | 6 December 2023   | 2023-12 projects  | |
| 2024-03      | 13 March 2024     | 2024-03 projects  | |
| 2024-06      | 12 June 2024      | 2024-06 projects  | |
| 2024-09      | 11 September 2024 | 2024-09 projects  | |
| 2024-12      | 4 December 2024   | 2024-12 projects  | |
| 2025-03      | 12 March 2025     | 2025-03 projects  | |
| 2025-06      | 11 June 2025      | 2025-06 projects  | |